# Bertrand-Wettbewerb
Der Bertrand-Wettbewerb ist in der Volkswirtschaftslehre eine Form des Preiswettbewerbs bei homogenen Gütern.

## Allgemeines
Der Bertrand-Wettbewerb wurde als Modell von Joseph Bertrand für die Wettbewerbsform des Oligopols in seiner einfachsten Form als Duopol im Jahre 1883 entwickelt. Es handelt sich um eine Weiterentwicklung des Cournot-Oligopols. Der wesentliche Unterschied ist dabei, dass der Preis und nicht das Absatzvolumen als Aktionsparameter eingesetzt wird. Pendants sind der Mengenwettbewerb und der Qualitätswettbewerb.

## Bertrand-Modell des Preiswettbewerbs
Auf einem Markt mit einem homogenen Gut (z. B. Trinkwasser) gibt es zwei Anbieter (A und B) (Duopol) mit unbeschränkten Angebotskapazitäten. Diese Anbieter konkurrieren nur durch die simultane Bekanntgabe des Preises. Alle Konsumenten kaufen nur bei dem Anbieter mit dem niedrigsten Preis. Dieser Anbieter kann dann die gesamte Nachfrage befriedigen. Bieten beide Unternehmen den gleichen Preis, teilen sie sich den Markt, d. h. 50 % der Konsumenten gehen zu Anbieter A, der Rest zu Anbieter B. Die Fixkosten sind zu vernachlässigen und Grenzkosten sind konstant, somit gilt hier Grenzkosten = Durchschnittskosten.

### Spieltheoretische Betrachtung
Aus spieltheoretischer Sicht liegt dem Bertrand-Wettbewerb die Überlegung zugrunde, dass beide Anbieter über die Preise strategisch agieren. Handeln beide Anbieter nach dieser Maxime, so wird auch hier ein Nash-Gleichgewicht für beide Unternehmen erreicht, beide bieten letztlich zu ihren Grenzkosten an. Denn beide Unternehmen werden sich – fiktiv – so lange unterbieten, bis der Grenzkostenpreis erreicht ist. Es ist immer eine Reaktion notwendig, da derjenige mit dem niedrigeren Preis die gesamte Nachfrage auf sich zöge. Keine Reaktion ist mehr nötig bzw. möglich, wenn Preis = Grenzkosten erreicht ist. Der Angebotspreis entspricht dem Wettbewerbspreis.
Das Nashgleichgewicht ergibt sich damit nicht langfristig, sondern sofort. Beide Unternehmen werden im Geiste bereits die Antwort des Konkurrenten auf das eigene Handeln antizipieren. Das eigene Handeln würde so lange durchdacht, bis auf die beste Antwort des Konkurrenten die eigene beste Antwort eben genau der angedachten Handlung entspricht. Das heißt, für keinen der Spieler gibt es im Nash-Gleichgewicht einen Anreiz dieses zu verlassen.
Jedes Unternehmen weiß, dass es Nullgewinne machen würde, wenn es einen Preis über den Grenzkosten setzte, denn es kann sich bereits denken, dass der Konkurrent den gesetzten Preis marginal unterbieten würde. Preise oberhalb der Grenzkosten zu setzen ist also nicht vernünftig (man selbst macht Nullgewinne, der Konkurrent Gewinn), ebenso ist es nicht rational, einen Preis unterhalb der Grenzkosten zu setzen, denn das führt zu Verlusten (oder bestenfalls zu Nullgewinnen, falls der Konkurrent – warum auch immer – den eigenen Preis nochmals unterbietet). Die einzige Preissetzung, die sich im Nachhinein nicht als falsch herausstellt, ist die, den Preis gleich den Grenzkosten zu setzen.

### Gleichgewicht im Bertrand-Wettbewerb

#### Behauptung
Es existiert ein eindeutiges Nash-Gleichgewicht, in dem gilt:
{\displaystyle {\text{Preis des Anbieters }}A={\text{Preis des Anbieters }}B=K'} (Grenzkosten).
Dabei wird die Prämisse unterstellt, dass beide Unternehmen eine gleiche Kostenstruktur mit gleichen, konstanten Grenzkosten besitzen (Im Anschluss wird der Fall beschrieben, wenn diese Prämisse nicht erfüllt ist).

#### Beweis
Für den Anbieter A gibt es vier Möglichkeiten bei der Preiswahl:
1. Der Preis liegt unter den Grenzkosten des eigenen Unternehmens: Das Unternehmen macht bei jeder verkauften Einheit Verlust, daher kann dieser Fall nicht eintreten, stattdessen wird der Anbieter den Preis erhöhen oder den Markt verlassen.
2. Der Preis liegt sowohl über den Grenzkosten, als auch über dem Preis von Anbieter B: Alle Konsumenten werden vom Anbieter B versorgt, Anbieter A kann zu diesem Preis keinen Absatz erzielen und wird nicht zu diesem Preis weiter anbieten.
3. Der Preis von Anbieter A entspricht dem von Anbieter B und liegt über den Grenzkosten: Beide Unternehmen teilen sich den Markt im Verhältnis 1:1 auf. Hierbei wird zwar von Anbieter A Gewinn erzielt, aber es handelt sich trotzdem nicht um ein stabiles Gleichgewicht im Sinne des Nash-Gleichgewichts, denn wenn einer der beiden Anbieter vom Gleichgewicht abweicht und den Preis reduziert, kann dieser wie im Fall (2) den gesamten Markt bedienen und den Gewinn damit erhöhen, während der andere Anbieter erneut keinen Absatz erzielt.
4. Der Preis von Anbieter A entspricht dem von Anbieter B und liegt in Höhe der Grenzkosten: Im Gegensatz zum Fall (3) liegt hier ein stabiles Gleichgewicht, da kein Anbieter mehr davon abweichen kann, denn durch eine Preisreduzierung oder Preiserhöhung kann sich der Anbieter nicht besser stellen. Daher ist dies die einzige Lösung für die Preiswahl, dies gilt analog auch für Anbieter B und es handelt sich somit um ein Nash-Gleichgewicht.

### Bertrand-Paradoxon
Das mit diesem Ergebnis von Bertrand gefundene Bertrand-Paradoxon bezeichnet einen Zustand, in dem zwei Anbieter sich in einer Situation befinden, in der sie keinen Profit machen, weil keiner der beiden Marktmacht besitzt. Dieses zunächst unplausible Ergebnis beruht auf der unendlich großen Preiselastizität der Nachfrage bei einem homogenen Gut.
Dabei ist zu berücksichtigen, dass es sich hierbei wie bei allen spieltheoretischen Darstellungen um ein Modell handelt, das nicht beanspruchen kann (und auch nicht beansprucht), die reale Wirklichkeit abzubilden, sondern von verschiedensten Wirklichkeitsaspekten abstrahiert. Auf der Seite der Nachfrage wird vorausgesetzt, dass Wechsel des Anbieters jederzeit und ohne Aufwand möglich ist und rational erfolgt, also Faktoren wie Markenimage, Marketing, Gewohnheiten usw. keine Rolle spielen. Auf Angebots- wie Nachfrageseite wird perfekte Information vorausgesetzt. Und auf Angebotsseite werden schließlich feste Grenzkosten vorausgesetzt, während in Wirklichkeit weder Mehrwertrate noch Produktivität statisch sind. Was das Modell leistet, ist, gerade die Relevanz dieser zusätzlichen Voraussetzungen hervorzuheben.

### Unterschiedliche Grenzkosten
Bei unterschiedlichen Grenzkosten ist die Stellung des günstigsten Anbieters mit der des Anbieters im Monopol vergleichbar, da er die komplette Marktnachfrage auf sich vereint. Er hat aber keine Monopolmacht, es besteht im Gegenteil eine ständige Bestreitbarkeit der Marktstellung bspw. durch einen neu hinzutretenden Konkurrenten mit nochmals geringeren Grenzkosten. In diesem Fall ginge sofort die gesamte Marktnachfrage verloren. Durch die fehlende Marktmacht (und die daraus resultierende Unmöglichkeit, Monopolgewinne zu erzielen) kann sich eine Pareto-optimale Situation ergeben.